# Sheila Rowbotham
Pour les articles homonymes, voir Rowbotham.
Sheila Rowbotham, née en 1943 à Leeds, est une historienne anglaise socialiste et féministe. Elle est l'une des penseuses féministes britanniques les plus importantes, et une figure majeure de la deuxième vague de ce mouvement féministe qui, au-delà du droit de vote a mis l'accent sur la place de la femme dans la société, la sexualité et les violences faites aux femmes..

## Biographie
Issue d'une famille de la classe moyenne, elle s'intéresse très tôt à l'histoire. Elle raconte qu'elle se fit offrir pour ses seize ans la biographie d'Havelock Ellis par Arthur Calder-Marshall. 
Elle fait ses études au St Hilda's College de l'Université d'Oxford, puis à l'Université de Londres. Elle commence sa vie professionnelle en enseignant au lycée et dans la formation continue pour adultes.
Son engagement dans la Campaign for Nuclear Disarmament la rapproche du marxisme. Elle participe au journal radical The Black Dwarf, puis à la création de l’History Workshop Journal du Ruskin College (réservé à la formation continue pour adultes) d'Oxford. Elle s'engage aussi dans la lutte féministe. Dès 1969, elle écrit un pamphlet sur la libération des femmes. En 1970, elle aide à organiser le congrès féministe d'Oxford qui formule quatre revendications : 1) à travail égal, salaire égal, 2) gratuité de la contraception et de l'avortement, 3) égalité des chances dans l'éducation pour les hommes et les femmes, 4) crèches ouvertes 24h/24,. 
C'est une adepte de l'histoire sociale, qui a travaillé avec'E. P. Thompson.
En 2004, elle est élue à la Royal Society of Arts. Elle était professeur d'histoire du genre et d'histoire du travail à l'université de Manchester. Cette université a tenté de la mettre en retraite en 2008 mais ses étudiants et étudiantes se sont mobilisés pour qu'elle reste en poste,. Cette même année, elle remporte également le prix Lambda Literary pour son ouvrage biographique Edward Carpenter: A Life of Liberty and Love. Dans la même période, elle publie également Dreamers of a New Day: Women Who Invented the Twentieth Century, une étude sur les femmes britanniques pionnières de la Belle Époque.

## Ouvrages principaux
- Women’s Liberation and the New Politics (1969)  (ISBN 0-85124-008-9)
- Women, Resistance and Revolution (A Lane, 1973)  (ISBN 0-7139-0346-5)
- Woman's Consciousness, Man's World (1973)
- Hidden from History: 300 years of Women's Oppression and the Fight against it (Pluto, 1973)  (ISBN 0-902818-28-7)
- New World for Women: Stella Browne, Socialist Feminist (Pluto Press, 1977)  (ISBN 0-904383-54-7)
- Dutiful Daughters: Women Talk About Their Livesavec Jean McCrindle (Viking, 1977)  (ISBN 0-7139-1050-X)
- The Past is Before Us: Feminism in Action since the 1960s (HarperCollins, 1989)  (ISBN 0-04-440365-8)
- Dignity and Daily Bread: New Forms of Economic Organization Among Poor Women in the Third World and the First with Swasti Mitter (Routledge, 1993)  (ISBN 0-415-09586-7)
- Women in Movement: Feminism and Social Action (Routledge, 1993)  (ISBN 0-415-90652-0)
- Homeworkers Worldwide (Merlin Press Ltd,1993)  (ISBN 0-85036-434-5)
- Women Encounter Technology: Changing Patterns of Employment in the Third World avec Swasti Mitter (Routledge, 1997)  (ISBN 0-415-14118-4)
- A Century of Women: The History of Women in Britain and the United States (Viking, 1997)  (ISBN 0-670-87420-5)
- Threads Through Time: Writings on History and Autobiography (Penguin Books Ltd, 1999)  (ISBN 0-14-027554-1)
- Promise of a Dream: Remembering the Sixties (Verso, 2000)  (ISBN 1-85984-622-X)
- Looking at Class: Film Television and the Working Class in Britain avec Huw Beynon (River Oram Press, 2001)  (ISBN 1-85489-121-9)
- Women Resist Globalization; Mobilizing for Livelihood and Rights avec Stephanie Linkogle (Zed Books, 2001)  (ISBN 1-85649-877-8)
- Edward Carpenter: A Life of Liberty and Love (Verso 2008)  (ISBN 978-1-84467-295-0) pk (Verso 2009)  (ISBN 978-1-84467-421-3)
- Dreamers of a New Day: Women Who Invented the Twentieth Century (Verso, 2010).
- Rebel Crossings: New Women, Free Lovers, and Radicals in Britain and America (Verso, 2016).
- Daring to Hope: My Life in the 1970s (Verso, 2021).  (ISBN 9781839763892)

## Filmographie d'actrice
- 1969 : British Sounds de Jean-Luc Godard : la femme nue
- 1975 : The Nightcleaners du Berwick Street Film Collective (Marc Karlin, Mary Kelly, James Scott (en), Humphrey Trevelyan) : elle-même
- 2016 : Virago: Changing the World One Page at a Time de Claire Whalley : l'historienne féministe
- 2017 : Before Homosexuals de John Scagliotti (en) : elle-même